# Scorerpunkt
Als Scorerpunkt bezeichnet man in verschiedenen Sportarten Punkte, die ein Spieler durch erzielte Tore und durch gegebene Torvorlagen (Assist) erhält. Das Wort stammt aus dem Eishockeysport, ist heute jedoch auch in Ballsportarten, wie Fußball und Basketball, üblich.

## Anwendung
Üblicherweise erhalten der Torschütze und die letzten beiden Spieler, die am Ball bzw. am Puck waren, bevor das Tor erzielt wurde, einen Scorerpunkt.
Im Fußball wird ein Scorerpunkt jedoch nur für den unmittelbaren Vorlagengeber vergeben. Außerdem gibt es in manchen Ländern – beispielsweise in Deutschland, aber nicht in Frankreich – Scorerpunkte auch für das Herausholen eines Strafstoßes oder direkten Freistoßes, sofern diese zu einem Tor führen.
Eine Besonderheit besteht im Eishockey. Da es in dieser Sportart formal keine Eigentore gibt, erhält der letzte Spieler der gegnerischen Mannschaft, der den Puck vor dem „Eigentor“ berührt hat, einen Scorerpunkt, auch wenn er eigentlich gar keine direkte Auswirkung auf das Tor hatte.